# Ann Christy
Ann Christy, geboren als Christiane Leenaerts (Antwerpen, 22 september 1945 – Jette, 7 augustus 1984), was een Vlaamse zangeres. Ze werd bekend met nummers als Gelukkig zijn, De roos en Dag vreemde man.

## Biografie
Leenaerts startte haar zangcarrière met het orkest The Adams waarvan de drummer, Marc Hoyois, later haar man zou worden. Haar eerste plaatje, Kussen onder regenbogen (een vertaling van Küsse unterm Regenbogen van Manuela en in 1965 ook gezongen door Lia Hokke), werd geen succes. Dat kwam er pas met haar manager Robert Bylois. Ze zong Franstalige liedjes en ging op tournee door België en Frankrijk met Adamo.
In 1968 won ze de zangwedstrijd het Songfestival van Knokke (samen met Jacques Raymond, Lily Castel, Nicole Josy en Hugo Dellas, onder leiding van Anton Peters). Niet alleen haar stem, maar ook de kleding was opvallend: ze liet zich vaak kleden door de hippieontwerpster Ann Salens.
In 1970 (met Le temps, le vent) en 1971 (met Dag vreemde man) nam Ann Christy vergeefs deel aan de Belgische voorrondes voor het Eurovisiesongfestival. Pas in 1975 mocht ze deelnemen aan het festival, dat gehouden werd in het Zweedse Stockholm. Ze zong het liedje Gelukkig zijn voor de helft in het Nederlands en voor de helft in het Engels. Maar haar hoop op een internationale carrière kwam niet uit. Ze eindigde als 15de van 19 deelnemers. Zowel Dag vreemde man als Gelukkig zijn werden geschreven door haar vriendin en vaste tekstschrijver Mary Boduin.
In 1977 stond ze 152 keer op de planken in het toenmalig Mechels Miniatuur Teater (nu 't Arsenaal) met de musical Midzomernachtsdroom, een muzikale bewerking van Shakespeares A Midsummer Night's Dream.
In 1978 zong ze twee nummers van Bob Dylan: If I don't be there by morning en Walk out in the rain. Dylan had ze samen geschreven met Helena Springs, maar niet zelf opgenomen. Beide songs werden hetzelfde jaar ook gecoverd door Eric Clapton op zijn LP Backless.
In 1980 had ze een hit met het liedje De roos, een cover van The rose van Bette Midler, vertaald door Johan Verminnen.
In 1982 ging ze op tournee door Vlaanderen met Erik Van Neygen en haar Nederlandse begeleidingsorkest "Roots".
Ann Christy overleed in 1984, op 38-jarige leeftijd aan baarmoederhalskanker. Ze werd gecremeerd en haar as werd verstrooid op het kerkhof van Meise. Haar echtgenoot, Marc Hoyois, met wie ze een zoon had, hertrouwde later met een andere zangeres, Liliane Saint-Pierre.
Hoyois kreeg later prostaatkanker en overleed in 2010 na een val in het ziekenhuis aan complicaties.

## Na haar dood
Zangeres Petra De Steur coverde in 1996 haar lied Ik leef voor jou.
In november 2005 kwam onder impuls van Edwin Ysebaert een nieuw album uit met de titel Ik deed alsof het mij niet raakte. Het bevat acht nooit eerder uitgegeven liedjes en drie liveversies van klassiekers als Dag vreemde man, Lisa is Lisa en Zal ik je ooit nog zien. Zes van de acht nieuwe nummers komen uit de musical Midzomernachtsdroom en werden gecomponeerd en van tekst voorzien door Pieter Verlinden en Rita Van Dievel, de ouders van VRT-journalist Peter Verlinden.
In 2006 kwam een nieuw album uit met onuitgegeven liedjes onder de titel Het beste. Opnieuw gebeurde dit onder de projectleiding van Ysebaert.
Free Souffriau werd in 2008 derde in de televoting-wedstrijd Zo is er maar één op Eén met een lied van Ann Christy en startte een project rond nummers van de overleden zangeres. In dat project, Free Souffriau zingt Ann Christy, zong ze zelf de meeste liedjes en liet zich assisteren door haar man Miguel Wiels, door een orkest en een meisjeskoor (bij twee liedjes) en door Nicole & Hugo.
Op 2 april 2014 ontving Ann Christy postuum de Golden Lifetime Award van de gemeente Aarschot. Op 22 februari 2021 werd ze ereburger van de gemeente Meise, waar ze vele jaren woonde, en op 22 september 2022 werd het Ann Christy-plein officieel ingehuldigd. In de Regattawijk in Antwerpen-Linkeroever is er een straat naar haar genoemd.

## Trivia
- In 2001 werd haar nummer Dag vreemde man opgenomen in De Eregalerij van de Vlaamse klassiekers van Radio 2.
- In 2005 eindigde zij op nr. 204 in de Vlaamse versie van De Grootste Belg, buiten de officiële nominatielijst.
- In 2008 en 2009 eindigde het nummer De roos op nummer 1 in de 1000 Klassiekers van VRT Radio 2.
- Achtmaal eindigde haar nummer De roos op nummer 1 in de Vlaamse 100 Aller tijden van Jouwradio (in 2007, 2008, 2011, 2012, 2013, 2017, 2019 en 2020).

### Hitnoteringen
| Album met hitnotering(en) in de Vlaamse Ultratop 200 albums | Datum van verschijnen | Datum van binnenkomst | Hoogste positie | Aantal weken | Opmerkingen      |
| ----------------------------------------------------------- | --------------------- | --------------------- | --------------- | ------------ | ---------------- |
| Face to face                                                | 1998                  | 21-03-1998            | 15              | 10           | met Louis Neefs  |
| Het beste van Ann Christy - De roos                         | 2004                  | 21-08-2004            | 27              | 11           | Goud             |
| Terugblik                                                   | 2004                  | 13-11-2004            | 27              | 13           |                  |
| Ik deed alsof het mij niet raakte                           | 2005                  | 03-12-2005            | 79              | 6            |                  |
| Het beste                                                   | 2006                  | 07-10-2006            | 23              | 18           |                  |
| Zo was er maar één                                          | 2009                  | 16-05-2009            | 27              | 8            |                  |
| Gelukkig zijn - Het allerbeste van Ann Christy op 2cd       | 2009                  | 22-08-2009            | 9               | 12           |                  |
| Back to back                                                | 2010                  | 03-07-2010            | 3               | 33           | met Yasmine Goud |

| Single met hitnotering(en) in de Vlaamse Ultratop 50 | Datum van verschijnen | Datum van binnenkomst | Hoogste positie | Aantal weken | Opmerkingen                           |
| ---------------------------------------------------- | --------------------- | --------------------- | --------------- | ------------ | ------------------------------------- |
| Windekind                                            | 1971                  | 06-11-1971            | 25              | 1            | Nr. 6 in de Vlaamse Top 10            |
| Gelukkig zijn                                        | 1975                  | 29-03-1975            | 6               | 8            | Nr. 1 in de Vlaamse Top 10            |
| Could it be happiness                                | 1975                  | 29-03-1975            | 16              | 5            | Engelstalige versie van Gelukkig zijn |
| Ik mis hem zo                                        | 1976                  | 20-03-1976            | 24              | 8            | Nr. 1 in de Vlaamse Top 10            |
| Ik neem vandaag de trein                             | 1976                  | 06-11-1976            | 24              | 5            | Nr. 2 in de Vlaamse Top 10            |
| Hold on                                              | 1978                  | 25-02-1978            | 22              | 5            |                                       |
| Ik leef voor jou                                     | 1983                  | 06-10-1984            | 30              | 1            | Nr. 1 in de Vlaamse Top 10            |
| Waarom                                               | 1984                  | 20-10-1984            | 16              | 4            | Nr. 1 in de Vlaamse Top 10            |

## Bekende liedjes
- Bla bla bla
- Blij bij jou te zijn
- Dag vreemde man (1971)
- Dagen te lang, nachten te kort
- De roos (1980) (eigen versie van The rose van Bette Midler)
- Duizend dromen worden waar
- Een schommelpaard zonder staart
- Een woord van liefde
- Eenzaamheid
- Er is zoveel verdriet in de wereld
- Gelukkig zijn (1975)
- Hij
- Iemand zoals jij
- Ik leef voor jou / Zal ik je ooit nog zien? (1983)
- Ik mis hem zo
- Ik neem vandaag de trein (1976)
- Jij en ik (1981)
- Lisa is Lisa
- Mijn lijf doet zeer
- Stille schreden
- Toen ik de leraar kuste
- Waarom schrijft hij niet?
- Windekind
- Zoals een mooi verhaal (1973) (eigen versie van Une belle histoire van Michel Fugain)

## Albums
- Ann Christy (1972)
- Gelukkig zijn (1975)
- The best of Ann Christy (1976)
- Le garçon que j'aimais (1976)
- The golden best of Ann Christy
- Ik mis hem zo - Zoveel mooier (1976)
- Bravo (1977)
- My love, my life (1977)
- Success melodies (1981)
- Liefde voor het mooie (2000)
- Ik deed alsof het mij niet raakte (2005), met 6 nooit eerder uitgegeven nummers uit de musical Midzomernachtsdroom.

Na haar dood zijn nog vele compilaties op de markt gebracht.